# Bornrif
Il faro di Ameland (in olandese: Vuurtoren van Ameland), comunemente noto come Bornrif, è un faro situato nel villaggio di Hollum, sull'isola di Ameland, una delle Isole Frisone dei Paesi Bassi. Il faro è costruito in ghisa, alto 55 metri e suddiviso in 15 piani per un totale di 236 gradini. Il faro è visitabile da turisti ed è anche utilizzato per mostre ed esposizioni. Nella parte superiore è presente un salotto con lo stesso arredamento dei tempi in cui il guardiano abitava il faro.

## Storia
Il faro fu costruito nel 1881 su ordine di Guglielmo III dei Paesi Bassi. Fu progettato dall'architetto olandese Quirinus Harder e costruito dalla fonderia Nering Bögel di Deventer. Le varie parti del faro furono trasportate via mare fino all'isola di Ameland e assemblate sul posto.
Il sistema ottico del faro venne preso dal faro di Westhoofd (in olandese: Vuurtoren Westhoofd). Dopo la seconda guerra mondiale fu installata una nuova luce più debole rispetto alla precedente, motivo per cui nel 1952 fu rimpiazzata da un'altra luce di intensità luminosa pari a 4.400.000 candele.
Dopo essere rimasto senza nome sin dalla costruzione, venne ufficialmente chiamato "Vuurtoren van Ameland " negli anni ottanta del ventesimo secolo.
Il faro è monumento nazionale protetto (Rijksmonument) sin dal 1982.
Nel 2004 diventa proprietà dalla municipalità dell'isola di Ameland e viene aperto ai turisti nel 2005.

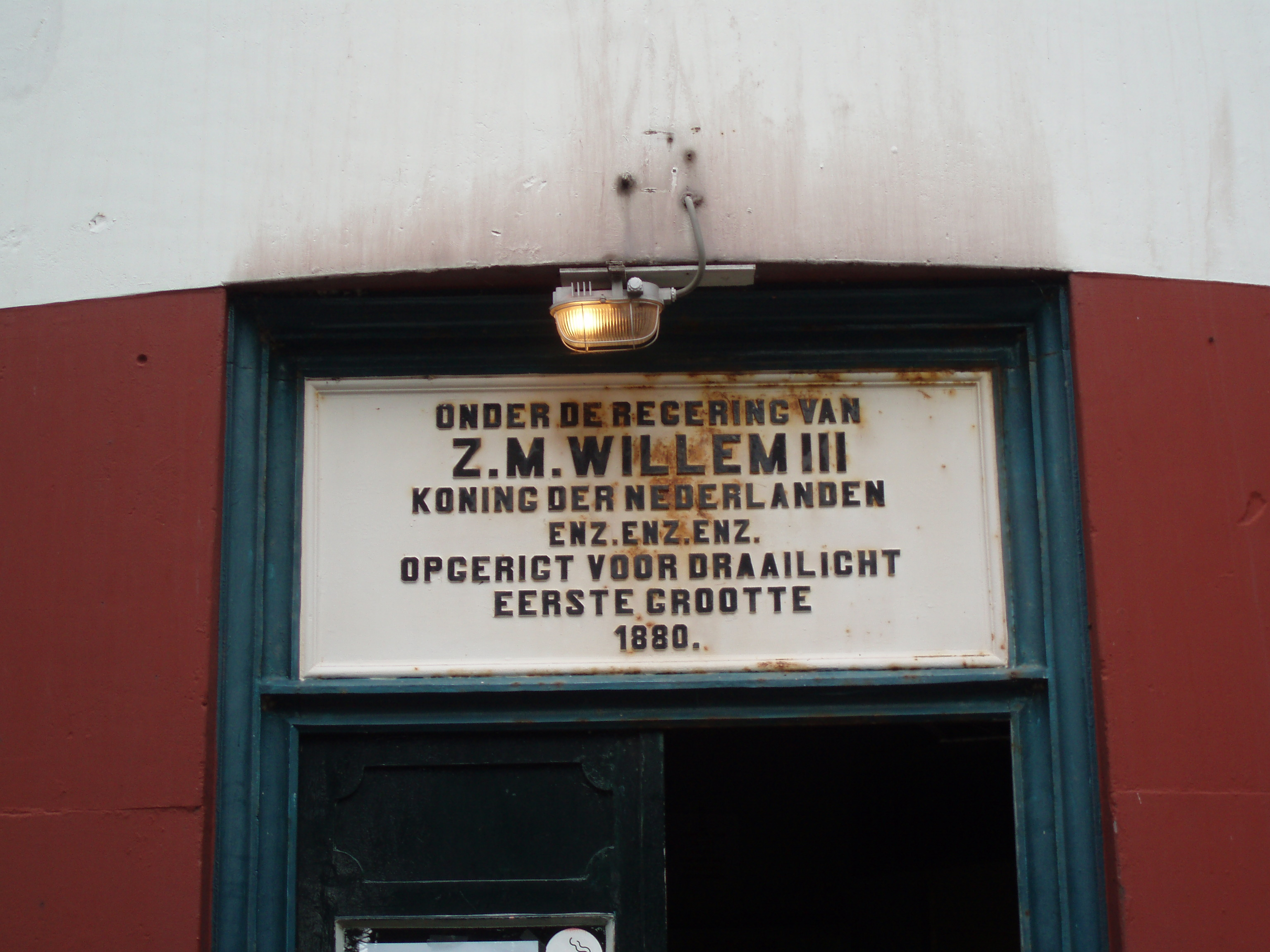
Entrata del faro.